# Żelichów (województwo małopolskie)
Żelichów – wieś w Polsce położona w województwie małopolskim, w powiecie dąbrowskim, w gminie Gręboszów.
W latach 1975–1998 miejscowość należała administracyjnie do województwa tarnowskiego.

## Zabytki
Obiekt wpisany do rejestru zabytków nieruchomych województwa małopolskiego:
- Kościół parafialny pw. św. Zygmunta, drewniano-murowany z 1642 roku. Obiekt znajduje się na małopolskim Szlaku architektury drewnianej w Województwie Małopolskim[5].

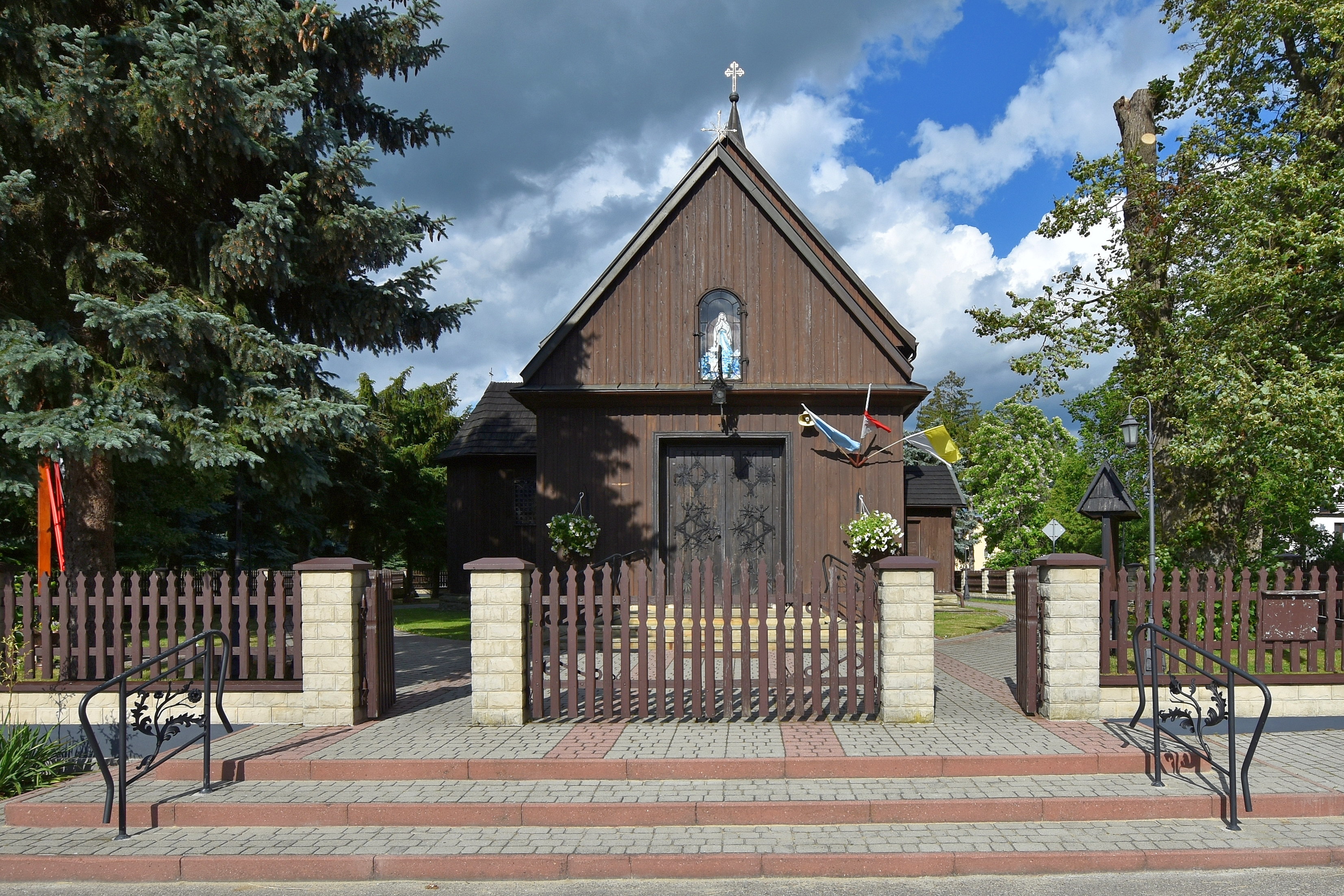
Elewacja frontowa
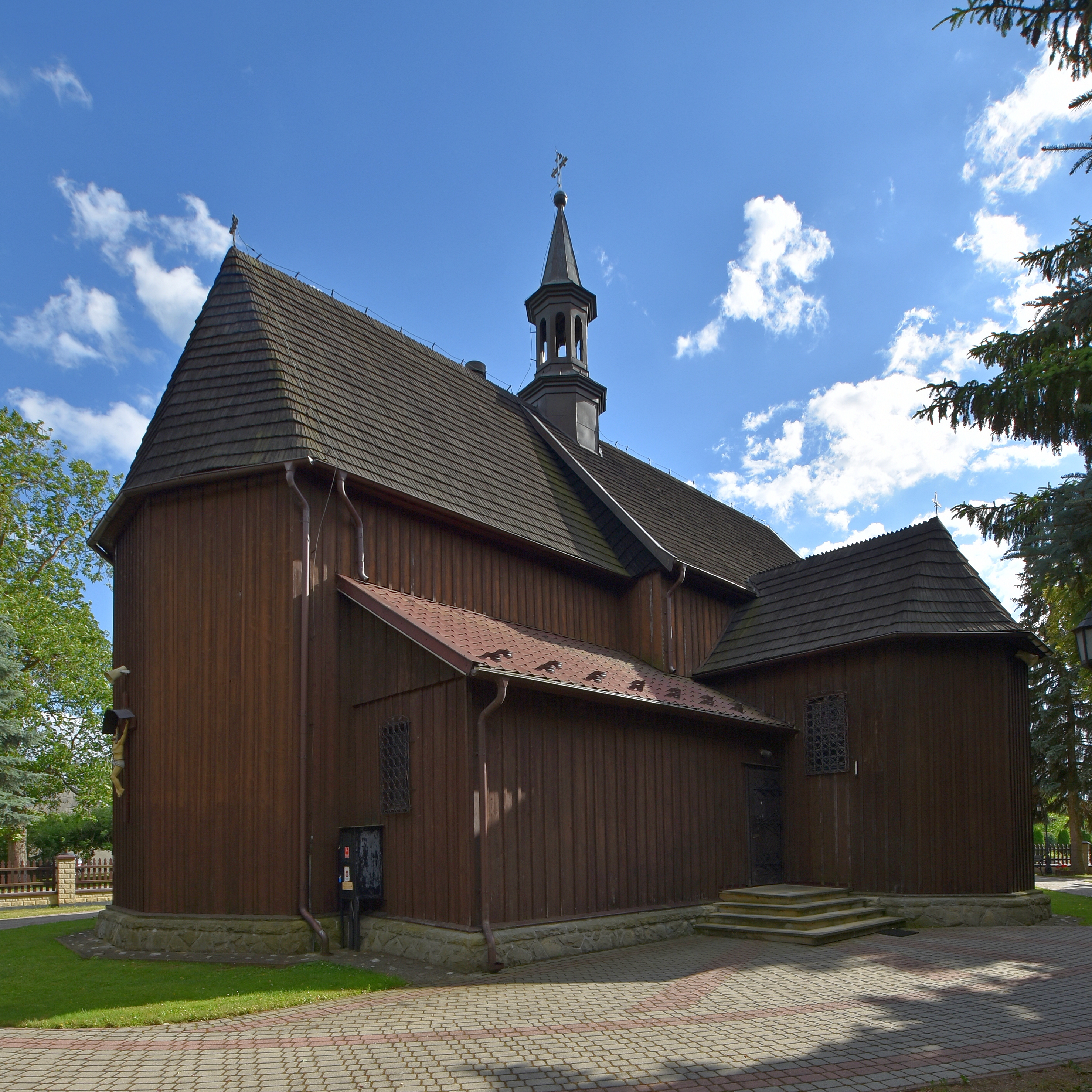
Widok od strony prezbiterium
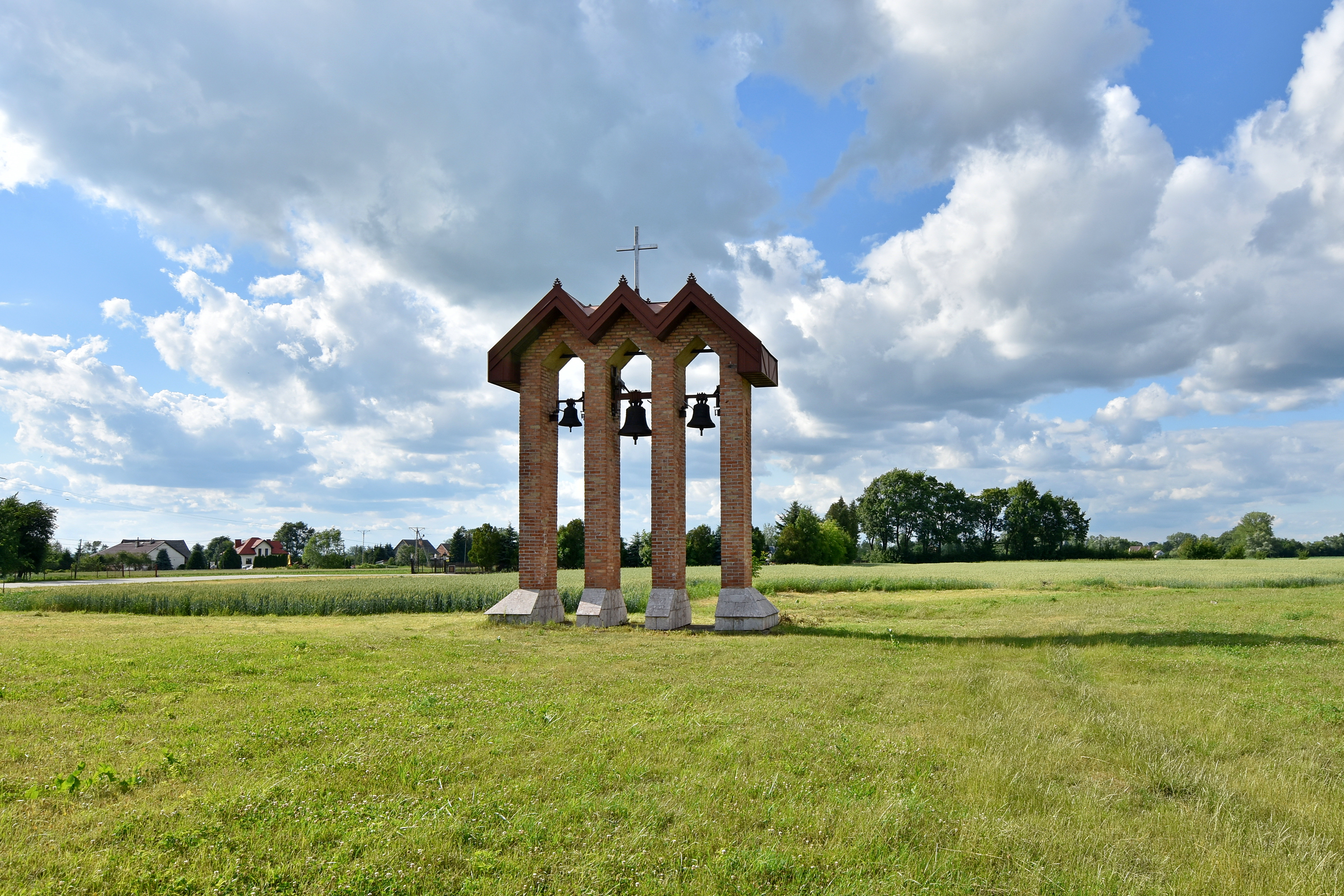
Dzwonnica